# Val Bavona

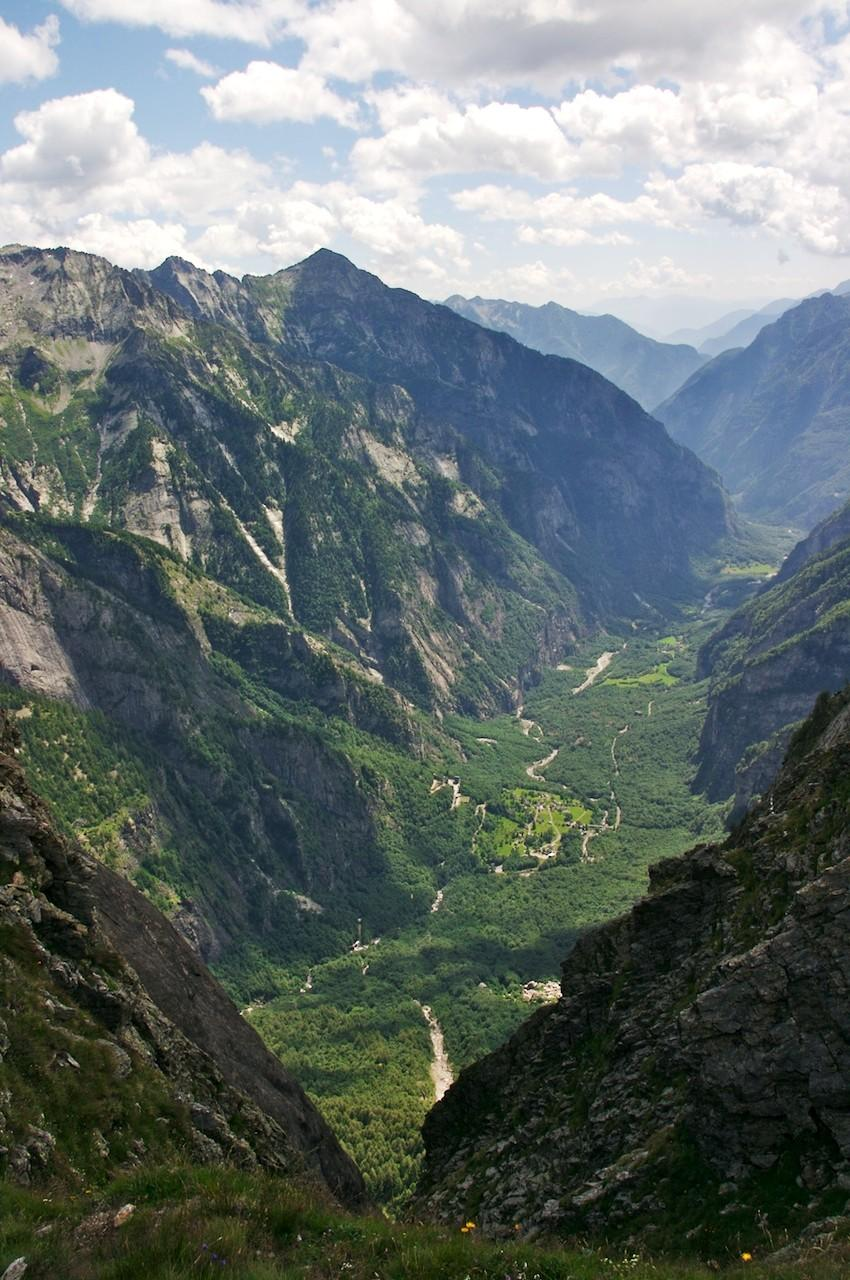
La Valle Bavona

La Val Bavona è una valle ticinese che si estende dall'alpe di Robiei fino al paese di Bignasco, dove il fiume Bavona, che la percorre interamente, si unisce alla Maggia, della quale è uno dei tre maggiori affluenti.

## Storia
Gli insediamenti umani in Val Bavona risalgono a tempi molto antichi, è difficile stabilire con esattezza quando l'uomo iniziò a stabilirvisi.

Le popolazioni della Val Bavona vivevano allora in condizioni difficili, come quelle in Rovana o Lavizzara, finché nel 1500 circa furono costretti a ritirarsi verso Cavergno e Bignasco a causa di numerosi disastri naturali.

A partire dal XVI secolo, la valle iniziò ad essere percorsa solo per portare gli animali a pascolare a Robiei, abitudine che è durata fino alla metâ del XX e diventata al giorno d'oggi, ormai prassi di pochissime persone.

## Geografia
La valle si incunea nella Catena Basodino-Cristallina-Biela, gruppo montuoso delle Alpi Lepontine.

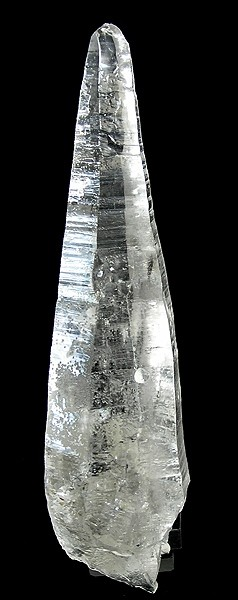
Cristallo di quarzo trovato sul Poncione di Vallegia

I monti principali che contornano la valle sono:
- Basòdino - 3.273 m
- Kastelhorn - 3.128 m
- Pizzo Cristallina - 2.912 m
- Poncione di Braga - 2.864 m
- Pizzo Castello - 2.808 m
- Pizzo Solögna - 2.698 m
- Pizzo Malora - 2.640 m

## I nuclei abitati
La Valle Bavona si apre dopo i villaggi di Bignasco e Cavergno e conta dodici nuclei abitativi chiamati "terre", undici in territorio di Cavergno e uno, San Carlo, in quello di Bignasco. Situati sul fondovalle, essi distano un chilometro circa uno dall'altro. La valle era probabilmente già abitata verso il Mille; le catastrofi naturali (alluvioni, frane, scoscendimenti) indussero però i suoi abitanti ad abbandonarla quale residenza stabile.
Dal Cinquecento fin verso la metà del XX secolo le terre della val Bavona continuarono ad essere abitate nel periodo da aprile a novembre, in modo da sfruttare i pascoli e gli alpi. Isolata e percorsa fino agli anni cinquanta solamente da una mulattiera (l'inaugurazione della carrozzabile risale al 1962), questa valle ha mantenuto le sue caratteristiche architettoniche, almeno là dove frane o alluvioni non hanno infierito. Il paesaggio è profondamente segnato da questi eventi e i grossi macigni che si incontrano testimoniano la furia della natura.
Ogni nucleo ha una sua caratteristica in quanto l'uomo ha dovuto, in questo territorio particolarmente difficile, adattarsi all'ambiente più che altrove. Le case, qualche volta di origine assai antica, sono vicine una all'altra; stalle, porcili, legnaie sono addossate alle abitazioni.
In ogni nucleo, spesso al centro, si trova un oratorio, costruito non di rado con il contributo degli emigranti.

## Galleria d'immagini

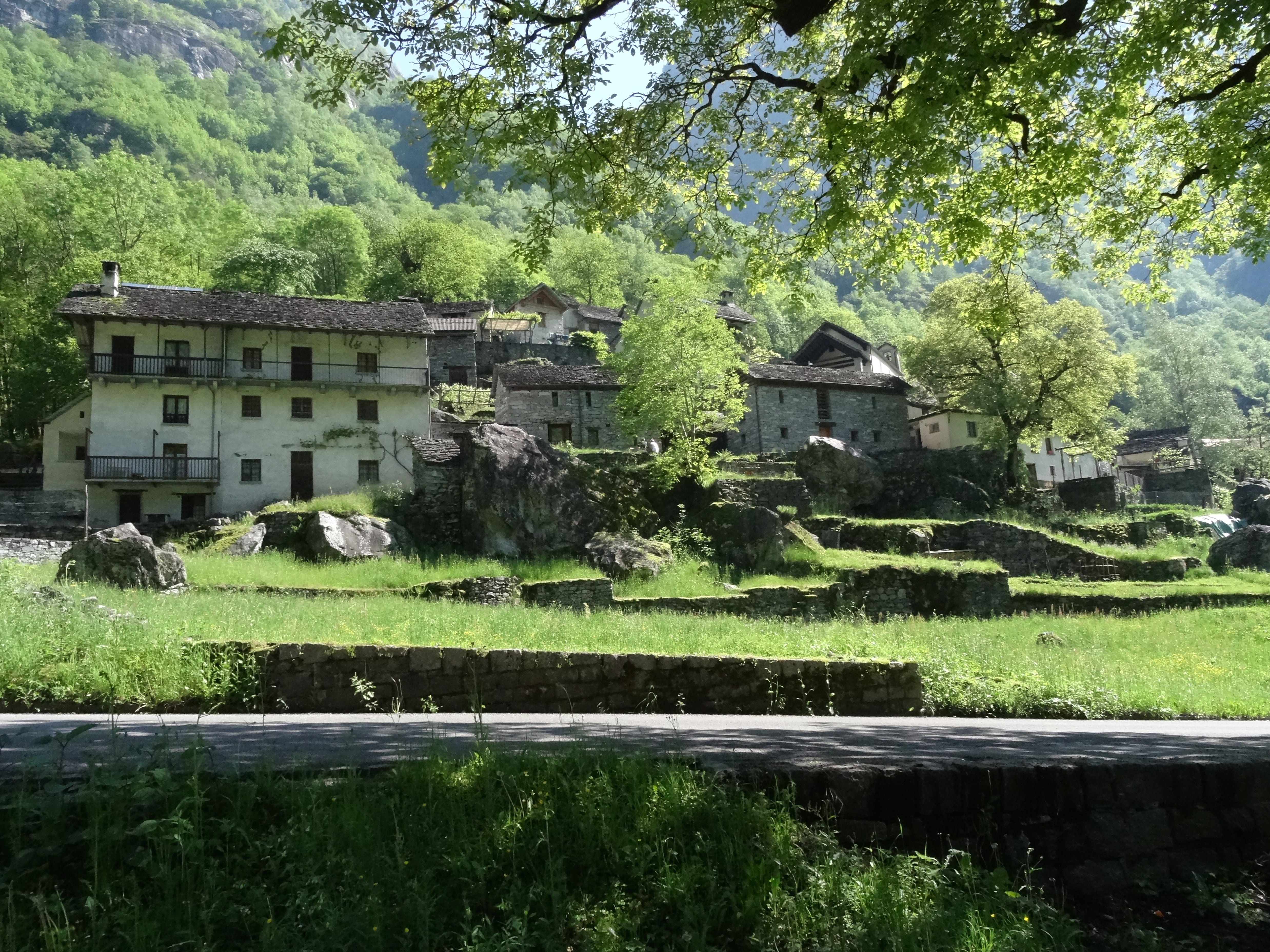
Fontana
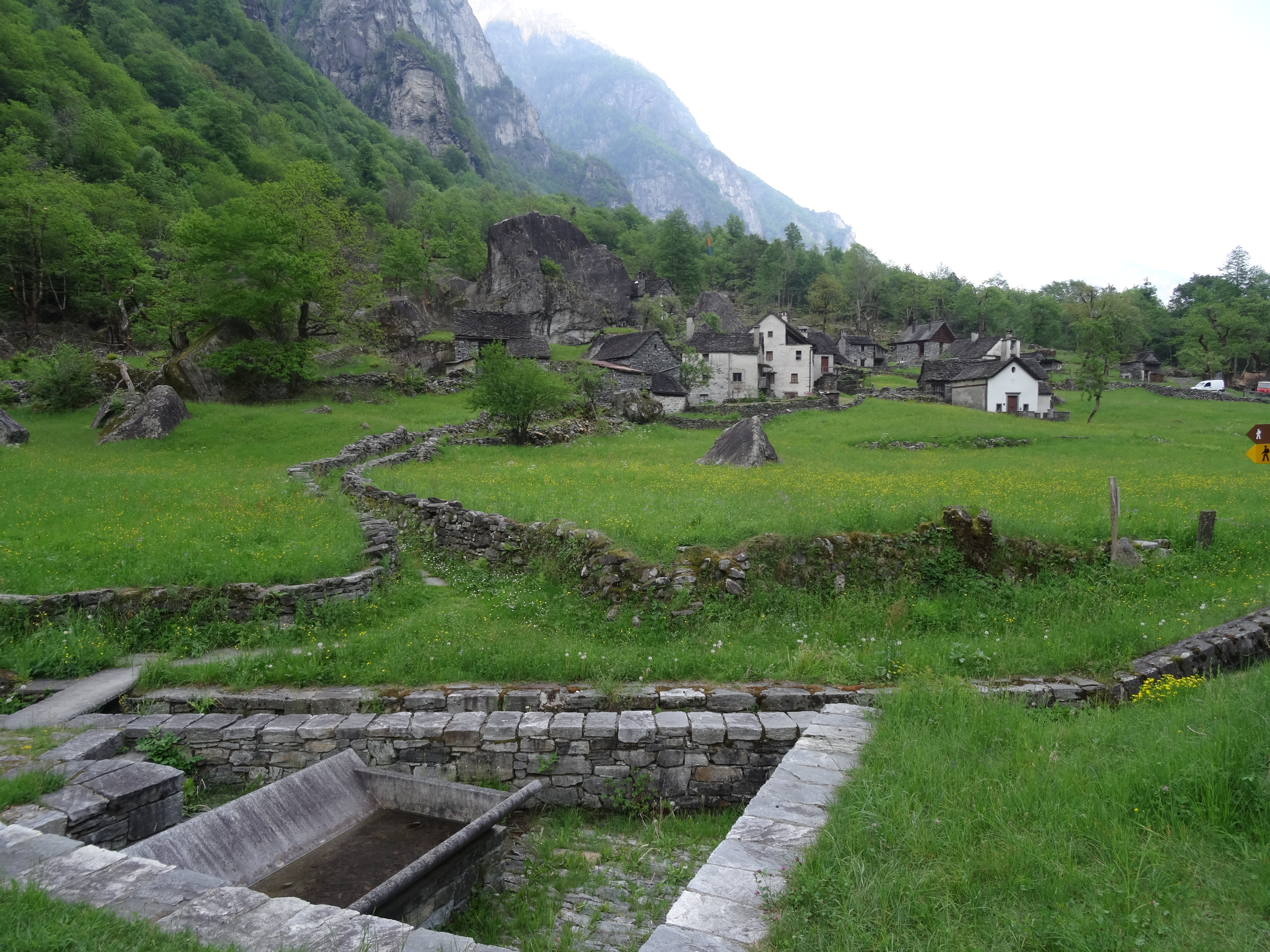
Sabbione
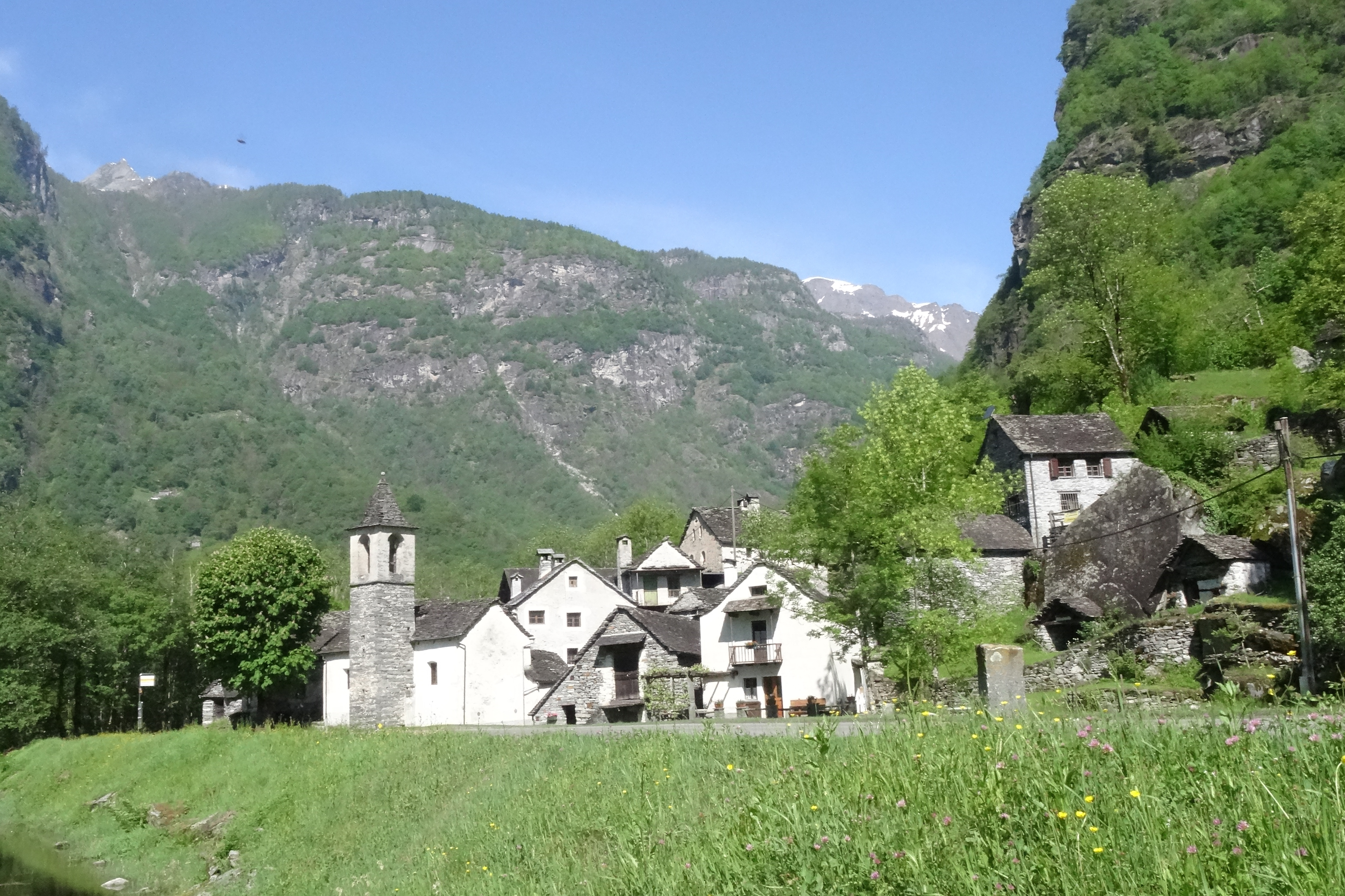
Ritorto
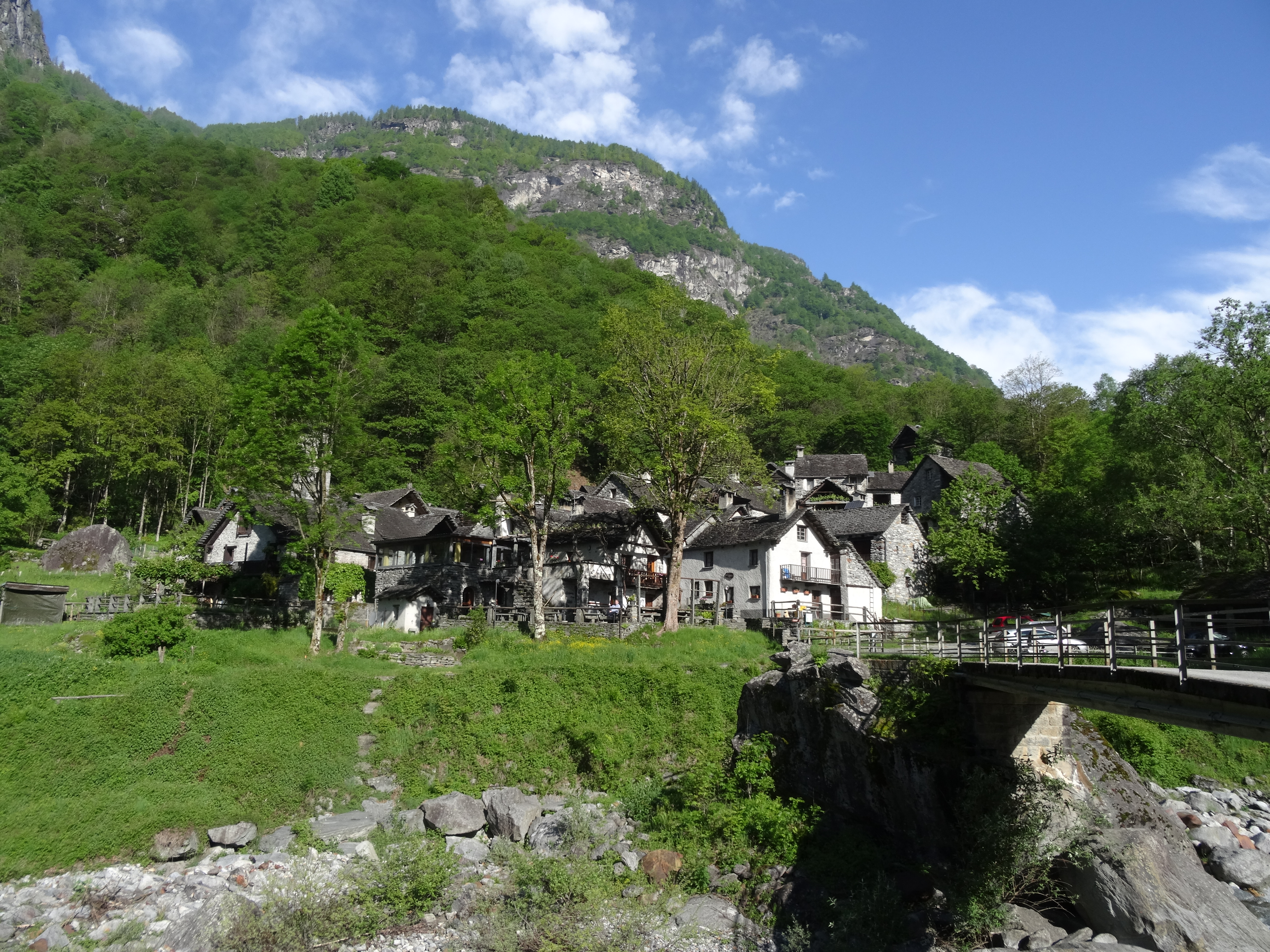
Foroglio
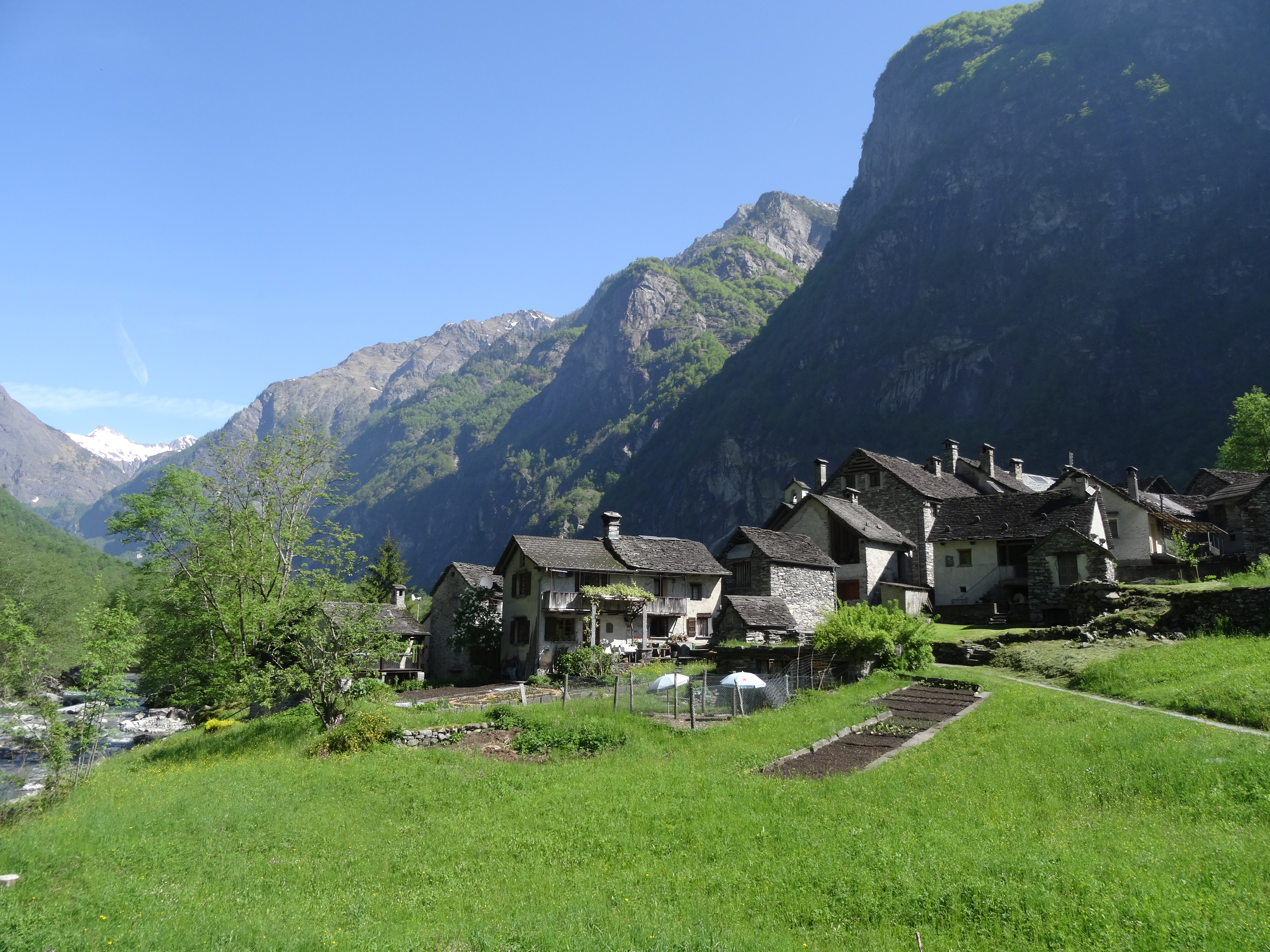
Roseto
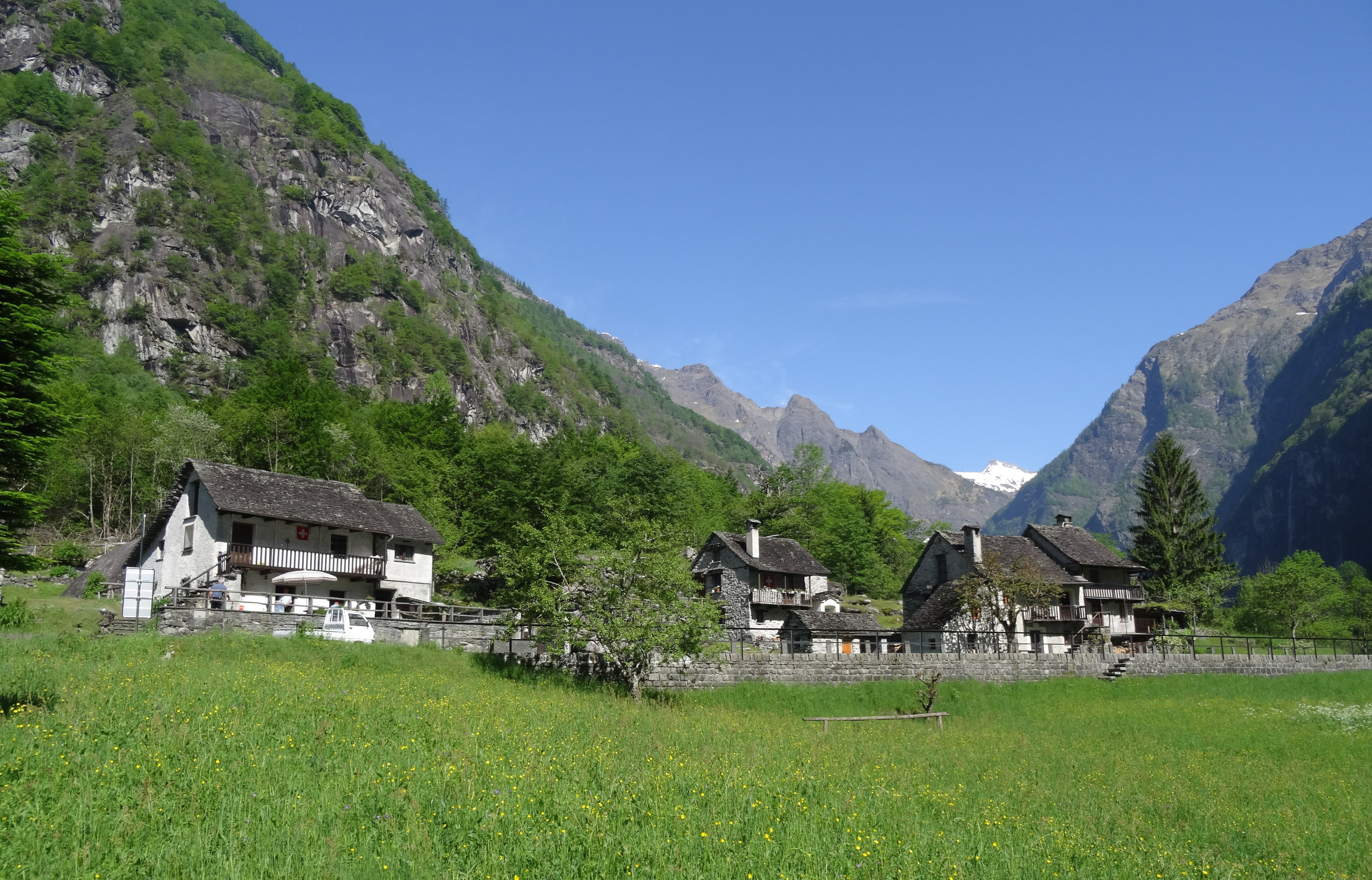
Fontanelada
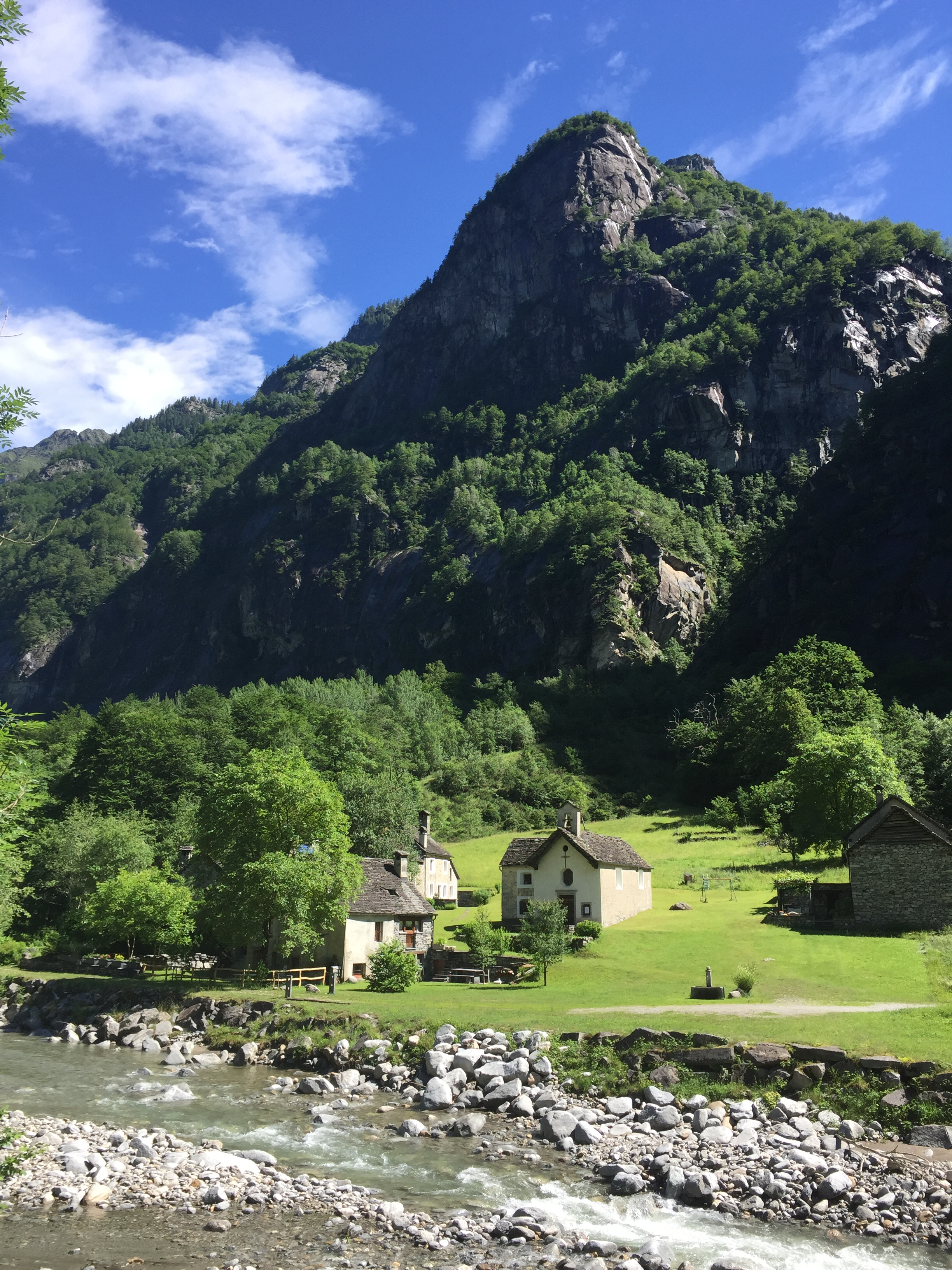
Faèd
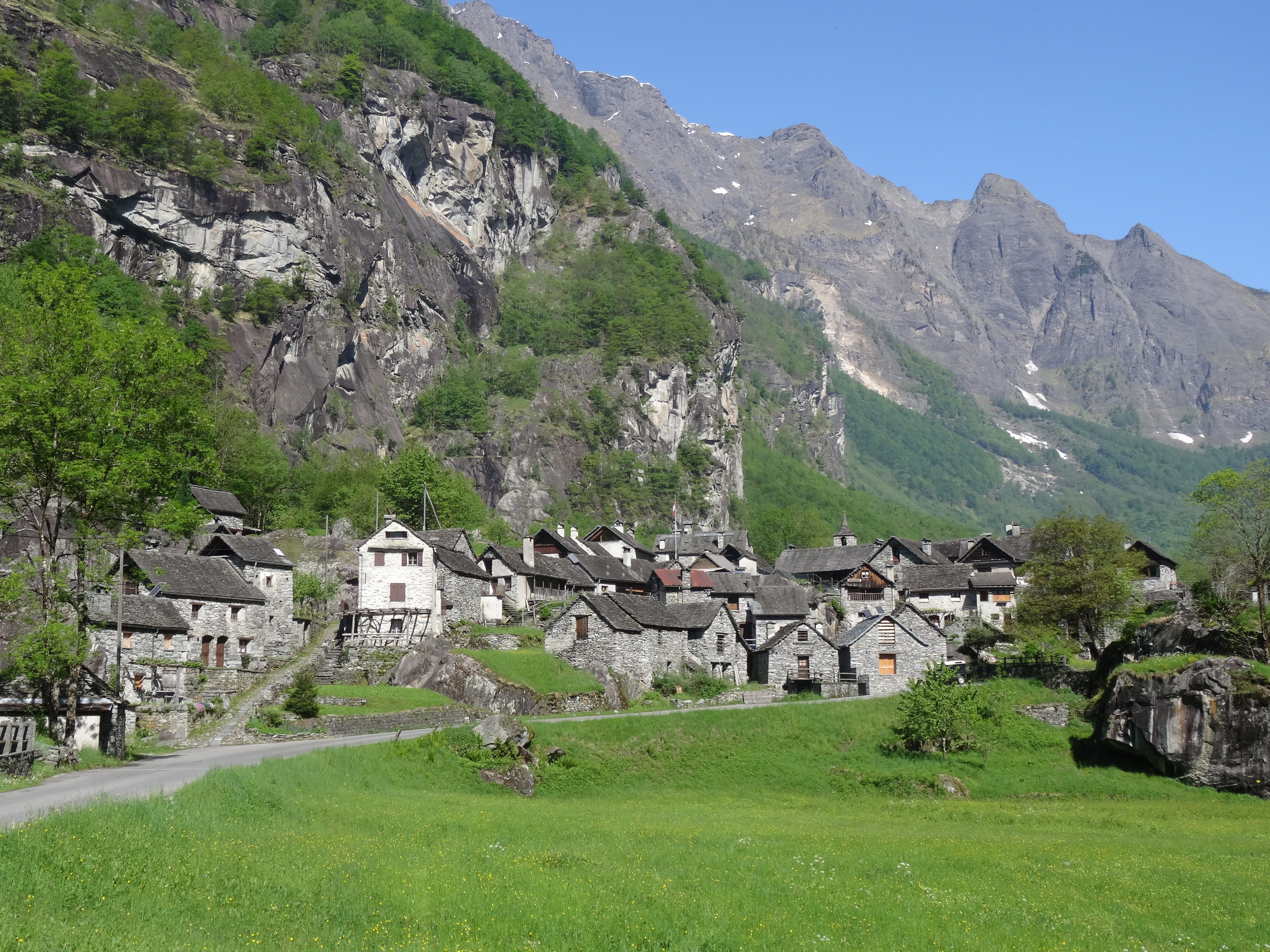
Sonlerto
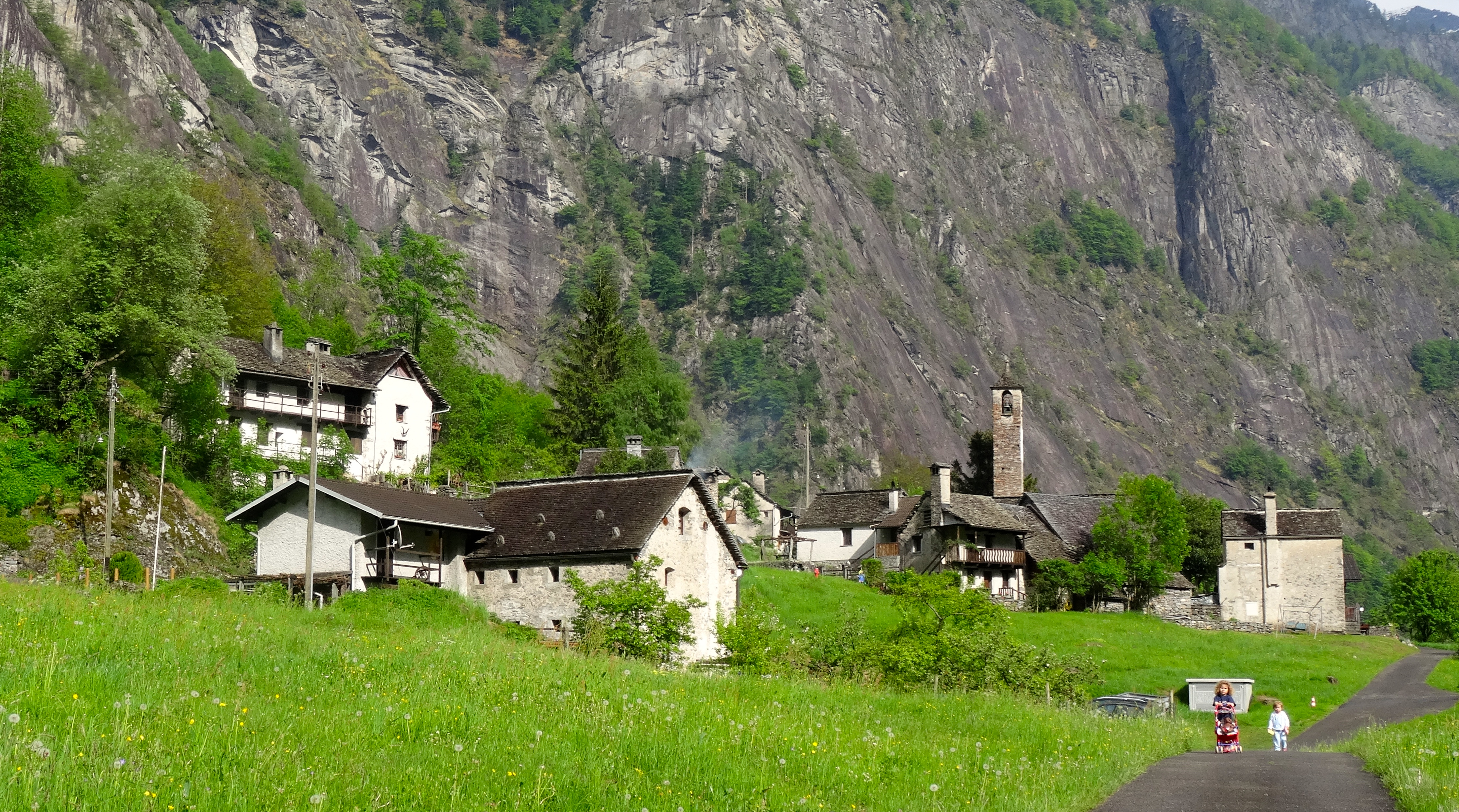
San Carlo (Val Bavona)